# Samuth Sithnaruepol
Samuth Sithnaruepol (* 17. Mai 1959 in Bangkok, Thailand) ist ein ehemaliger thailändischer Boxer im Strohgewicht. 

## Profikarriere
Im Jahre 1982 begann er erfolgreich seine Profikarriere. Am 4. März 1988 boxte er gegen Pretty Boy Lucas um den Weltmeistertitel des Verbandes IBF und gewann durch K. o. Diesen Gürtel verlor er allerdings bereits in seiner zweiten Titelverteidigung im Juni des darauffolgenden Jahres an Nico Thomas.
Nach dieser Niederlage beendete er seine Karriere.